# Walter Ormeño
José Francisco Walter Ormeño Arango (Lima, 1926. december 3. – 2020. január 4.) válogatott perui labdarúgó, kapus, edző.

## Pályafutása

### Klubcsapatban
1946 és 1949 között az Universitario, 1950–51-ben a kolumbiai Huracán de Medellín, 1951–52-ben a Mariscal Sucre, 1952 és 1955 között az argentin Boca Juniors, 1956-ban az argentin Rosario Central, 1957–58-ban az Alianza Lima labdarúgója volt. 1959 és 1964 között Mexikóban játszott. 1959 és 1961 között a Club América, 1961–62-ben a Zacatepec, 1962–63-ban az Atlante, 1963–64-ben a Morelia játékosa volt.

### A válogatottban
1949 és 1957 között 13 alkalommal szerepelt a perui válogatottban.

### Edzőként
1964 és 1991 között, illetve 2000-ben dolgozott edzőként főleg Mexikóban, továbbá Guatemalában és egy alkalommal, 1986-ban Costa Ricában (Deportivo Saprissa). Mexikóban többek között az Atlante (1964–66), a Pumas (1967–68), a Club América (1969–70), az Atlético Español (1974, 1980–81) és a Club Necaxa (1982–84) vezetőedzője volt. Guatemalában négy alkalommal (1971–72, 1979–80, 1990–91, 2000) irányította a Comunicaciones szakmai munkáját és öt bajnoki címet nyert a csapattal.

## Sikerei, díjai

### Játékosként
Universitario
- Perui bajnokság
  - bajnok (2): 1946, 1949

 Boca Juniors
- Argentin bajnokság
  - bajnok: 1954

### Edzőként
Comunicaciones
- Guatemalai bajnokság
  - bajnok (5): 1971, 1972, 1979–80, 1989–90, 1991